# صبحانه دعای ملی

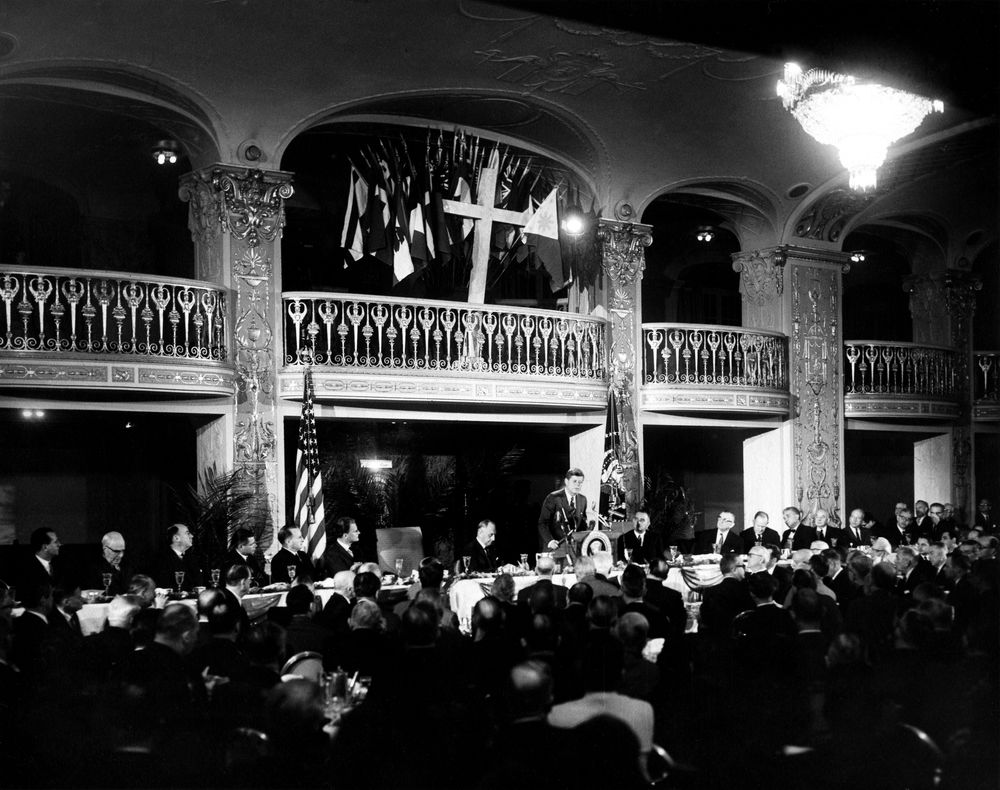
صبحانه دعا با حمایت شورای بین‌المللی رهبری مسیحی در تالار بزرگ هتل می فلاور، واشنگتن دی سی. رئیس جمهور جان اف کندی از تریبون در زیر یک صلیب بزرگ و پرچم‌های کشورهای مختلف برای حضار سخنرانی می‌کند.

صبحانه دعای ملی (به انگلیسی: National Prayer Breakfast) ضیافتی مذهبی و سالیانه است که معمولاً در نخستین پنجشنبهٔ ماه فوریه در واشینگتن دی.سی برگزار می‌شود، مقام‌های ارشدی مانند رئیس‌جمهور ایالات متحده آمریکا در آن سخنرانی می‌کنند.